# Dipartimento di Tamchekett
Il dipartimento di Tamchekett è un dipartimento (moughataa) della regione di Hodh-Gharbi in Mauritania con capoluogo Tamchekett.
Il dipartimento comprende cinque comuni:
- Tamchekett
- Mabrouk
- Radhi
- Guetae Teidoume
- Sava